# Джахая, Леонид Григорьевич
Леонид Григорьевич Джахая (груз. ლეონიდე გრიგოლის ძე ჯახაია; 13 сентября 1932, Сухуми, Абхазская АССР — 27 августа 2022) — советский и грузинский философ, специалист по теории познания, науковедению и космологии. Доктор философских наук, профессор. Заслуженный работник культуры Абхазской автономной республики.

## Биография
Родился в городе Сухуми.
Окончил филологический факультет Сухумского педагогического института (1956), там же начал в 1960 году научно-педагогическую деятельность.
В 1963 году в Тбилисском государственном университете защитил диссертацию на соискание учёной степени кандидата философских наук по теме «О природе человеческого знания»
В 1970 году в Московском государственном университете защитил диссертацию на соискание учёной степени доктора философских наук по теме «Классификация наук как философская и науковедческая проблема».
В 1977—1978 находился в Болгарии на преподавательской работе в Софийском университете, в 1983—1986 — в университете Коменского в Братиславе (Чехословакия).
В 1980—1993 годах заведовал кафедрой философии в Грузинском институте субтропического хозяйства (Сухуми).
В настоящее время — профессор Сухумского филиала Тбилисского государственного университета им. Ив. Джавахишвили.
Действительный Академии философских наук Грузии и основатель и вице-президент Академии педагогических наук Грузии. Член Международного философско-космологического общества
Умер 27 августа 2022 года в возрасте 89 лет.

## Научный вклад
В области теории познания Леонид Джахая дал классификацию видов и форм человеческого знания, расположив их в закономерном диалектическом порядке от чувственной формы знания (ощущения, восприятия, представления) к наглядной форме знания (макеты, карты, рисунки), далее к художественной форме знания (скульптура, живопись, музыка, литература) и, наконец, к абстрактной форме знания (схемы, символы, речевые высказывания). При этом отмечено, что элемент непосредственной чувственности постепенно убывает, зато с той же постепенностью, через посредство промежуточных наглядных и художественных форм знания, возрастает элемент абстрактности, так что в итоге речевое высказывание выступает как чистая форма человеческой мысли.
В области науковедения разработана классификация наук, которая определяется как абстрактно-теоретическая модель, призванная адекватно отразить реальные взаимоотношения наук на том или ином этапе развития человеческого общества с тех пор, как существует наука в современном её понимании.
Все науки подразделяются на теоретические (фундаментальные) и прикладные.
В основной классификации теоретических наук следуют: науки о природе (физика, химия, механика, астрономия, геология, география, биология, антропология), науки об обществе (история, политэкономия, правоведение, этика, искусствоведение, языкознание) и науки о познании (психология, логика, математика) — вместе с их дифференцированными подразделениями.
На «стыке» различных теоретических наук возникают промежуточные науки (физическая химия, психолингвистика, математическая логика и др.), скрещенные науки (астрофизика, биохимия, биомеханика, экономическая география и др.) и комплексные науки (селенология, океанология, кибернетика и др.).
Дополнительной, «теневой» по отношению к основной классификации теоретических наук выступает классификация прикладных наук (радиоэлектроника, гальванопластика, генная инженерия, агрономия, зоотехния, архивное дело, информатика и др.).
В области космологии предложена космологическая концепция рождения и эволюции метагалактического вещества в масштабах наблюдаемой Метагалактики (R=1028см). Вводится понятие метагалактического вакуума как субквантового уровня материи. Утверждается, что в сильных гравитационных полях «космологических чёрных дыр», в их эргосфере происходит рождение вещественных частиц и первичной плазмы (70 % водорода и 30 % гелия). Протогалактики совершают дрейф из центра Метагалактики — к её периферии («разбегание галактик», «расширение Вселенной») и развертывается стандартный сценарий возникновения звёзд и планетных систем. В радиусе R от центра Метагалактики располагается «пояс жизни», где и находится теперь наша Галактика — Млечный Путь.

## Научные работы
- Классификация наук как философская и науковедческая проблема. Сухуми, 1969.
- Ф. Энгельс и проблемы классификации наук// Философские науки. 1970.
- Наука и искусство. Тбилиси, 1977.
- Практическая ценность науковедения. Тбилиси, 1980.
- Современная наука: проблемы и тенденции. Тбилиси, 1987.
- Исторические судьбы теории эфира в свете современной теории вакуума// Очерки истории естествознания и техники. Выпуск 37. Киев, 1989.
- Вакуум. Сухуми, 1990.
- К вопросу о диалектической логике// Философские науки. 1990.
- Информационное общество. Тбилиси, 1995.
- Основные исторические типы философствования// Философия и общество. Москва, 2001, № 1